# 北极独黑粉菌
北极独黑粉菌（学名：Orphanomyces arcticus）是属于黑粉菌目黑粉菌科独黑粉菌属的一种真菌，其种加词“arcticus”意为“北极的”。寄生在苔草属植物上。该种分布于中国、蒙古、挪威、芬兰、俄罗斯、美国等地。